# Erno Bouma
Erno Bouma (17 juli 1960) is een Nederlandse agrometeorologisch specialist. Samen met prof. Bert Wartena heeft hij een tweetal weerboeken voor de agrarische sector geschreven (Weer & gewasbescherming in 1994 en het Agrarisch Weerboek in 1998). In 2006 heeft hij het boek Weer & Gewasbescherming geschreven. Deze uitgave is inmiddels in vijf talen gepubliceerd (Duits, Engels, Frans, Russisch en er is een Noord-Amerikaanse versie). Al deze uitgaven zijn bij uitgeverij Roodbont in Zutphen verschenen.
Bouma is een specialist in het combineren van meteorologische omstandigheden, plantenziekten en plagen. Ook weet hij veel over de effectiviteit van gewasbeschermingsmiddelen in relatie tot de weersomstandigheden rondom het toepassen. Het kennisdomein van de agrometeorologie richt zich op de volgende vragen:
·        Hoe gedragen bladeren en planten zich in relatie tot de weersomstandigheden?
·        Hoe reageren de weersomstandigheden/planten en bladeren/ziekten, plagen en onkruiden op elkaar?
·        Is dit gunstig of niet in relatie tot de opname en/of werking van gewasbeschermingsmiddelen of bladmeststoffen?

In 2005 heeft hij het Agrometeorologisch Adviesbureau Erno Bouma opgericht. Dit adviesbureau verzorgt lezingen, inleidingen en cursussen over de agrometeorologie. Gedurende de afgelopen 20 jaar heeft het adviesbureau vele inleidingen en cursussen verzorgd in binnen- en buitenland.
Daarnaast verzorgt de agrometeorologische specialist Erno Bouma inleidingen en cursussen die meetellen voor de verlenging van de Licenties Gewasbescherming; dit is zowel voor de Gewasbeschermingslicenties Uitvoeren en Bedrijfsvoeren, alsook voor de Licentie Adviseren gewasbescherming. Voor deze verlengingsbijeenkomsten heeft het adviesbureau verschillende aanboden beschikbaar, o.a. Toedieningstechniek, Emissiebeperking (van gewasbeschermingsmiddelen naar het oppervlaktewater), Precisielandbouw, Klimaatsverandering en natuurlijk Weer & Gewasbescherming.
Het Agro meteorologisch Adviesbureau Erno Bouma is gevestigd in Apeldoorn.
Het weer kun je niet veranderen, wel hoe je er op inspeelt!